# 408 Fama
408 Fama је астероид главног астероидног појаса. Приближан пречник астероида је 40,81 km,
а средња удаљеност астероида од Сунца износи 3,170 астрономских јединица (АЈ).
Инклинација (нагиб) орбите у односу на раван еклиптике је 9,104 степени, а орбитални период износи 2062,337 дана (5,646 година). Ексцентрицитет орбите астероида износи 0,138.
Апсолутна магнитуда астероида износи 9,50 а геометријски албедо 0,168.
Астероид је откривен 13. октобра 1895. године.